# Аппер-Непа 6
Аппер-Непа 6 (англ. Upper Nepa 6) — індіанська резервація в Канаді, у провінції Британська Колумбія, у межах регіонального округу Томпсон-Нікола.

## Населення
За даними перепису 2016 року, індіанська резервація нараховувала 15 осіб, показавши зростання на 50,0%, порівняно з 2011-м роком. Середня густина населення становила 5,2 осіб/км².

## Клімат
Середня річна температура становить 7,6°C, середня максимальна – 23,1°C, а середня мінімальна – -11,2°C. Середня річна кількість опадів – 302 мм.
| Клімат поселення                              | Клімат поселення | Клімат поселення | Клімат поселення | Клімат поселення | Клімат поселення | Клімат поселення | Клімат поселення | Клімат поселення | Клімат поселення | Клімат поселення | Клімат поселення | Клімат поселення | Клімат поселення |
| Показник                                      | Січ.             | Лют.             | Бер.             | Квіт.            | Трав.            | Черв.            | Лип.             | Серп.            | Вер.             | Жовт.            | Лист.            | Груд.            |                  |
| Середній максимум, °C                         | 0,07             | 4,42             | 9,03             | 13,00            | 18,18            | 21,88            | 23,06            | 22,76            | 17,80            | 11,55            | 4,86             | −0,22            |                  |
| Середня температура, °C                       | −5,55            | −1,18            | 3,42             | 7,40             | 12,56            | 16,27            | 19,37            | 19,08            | 14,12            | 7,88             | 1,19             | −3,89            |                  |
| Середній мінімум, °C                          | −11,16           | −6,79            | −2,19            | 1,78             | 6,94             | 10,66            | 15,70            | 15,41            | 10,44            | 4,20             | −2,5             | −7,57            |                  |
| Норма опадів, мм                              | 22               | 14               | 13               | 14               | 31               | 39               | 35               | 29               | 24               | 23               | 29               | 29               |                  |
| Середньомісячна швидкість вітру, м/с          | 2.20             | 2.26             | 2.54             | 2.80             | 2.59             | 2.41             | 2.24             | 2.06             | 1.94             | 2.18             | 2.28             | 2.20             |                  |
| Середньомісячна сонячна радіація, кДж/м²·день | 3200             | 6236             | 10971            | 16117            | 19488            | 21076            | 22031            | 18747            | 13217            | 7433             | 3592             | 2495             |                  |
| --------------------------------------------- | ---------------- | ---------------- | ---------------- | ---------------- | ---------------- | ---------------- | ---------------- | ---------------- | ---------------- | ---------------- | ---------------- | ---------------- | ---------------- |
| Джерело:                                      |                  |                  |                  |                  |                  |                  |                  |                  |                  |                  |                  |                  |                  |